# Peter Dyvig
Peter Pedersen Dyvig (født 23. februar 1934, død 22. december 2019 i Rungsted Kyst) var en dansk jurist, departementschef, diplomat og kammerherre, der gennem 40 år var ansat i den danske udenrigstjeneste.

## Biografi
Peter Dyvig voksede op som landmandssøn i Dyvig på Als, men fulgte ikke faderens plan om at overtage gården. Forstanderen på Nordborg Slots Efterskole så et bogligt talent i sin elev, der derefter kom på Glamsbjerg Kostskole.
Efter studentereksamen fra Sønderborg Statsskole i 1954 flyttede han til København og blev blev cand.jur. fra Københavns Universitet i 1959. Samme år blev han sekretær i Udenrigsministeriet, hvor han fik et legat til at fortsætte studierne i Washington, D.C.
I 1965 blev han 1. ambassadesekretær ved Danmarks NATO-delegation i Paris, rykkede i 1967 til Bruxelles, men vendte hjem i 1969 til en stilling som fuldmægtig i Udenrigsministeriet. Han blev kontorchef i 1973 og var fra 1974-1976 souschef ved Danmarks ambassade i Washington, D.C., mens han fra 1980 fik titel af udenrigsråd.
1980-1981 var han leder af Udenrigsministeriets politiske afdeling. Fra 1983 til 1986 var han departementschef. I 1984 var han formand for det regeringsudvalg, der i 1984 fremlagde den såkaldte Dyvig-rapport om Danmarks sikkerhedspolitiske situation i 1980'erne, herunder fodnotepolitikken. Senere sad han i et sagkyndigt panel vedrørende Danmarks udenrigspolitiske historie.
Da han i 1986 stoppede som departementschef fortsatte han en årrække som ambassadør, først i London 1986-1989, dernæst i Washington, D.C. frem til 1995, hvor han rykkede til Paris. Her var han ambassadør frem til 1999. Herefter gik han på pension og fungerede en overgang som gæsteunderviser ved Københavns og Aarhus Universitet.
Fra 1999 til 2005 var han formand for bestyrelsen for Europæisk Center for Mindretalsspørgsmål i Flensborg, mens han fra 2000 til 2004 var bestyrelsesformand for Det Danske Hus i Paris. Han sad også i flere virksomhedsbestyrelser. Fra 2000 til 2009 var han bestyrelsesmedlem i Terma, ligesom han en periode var bestyrelsesformand for Mandag Morgen. Fra 2003 var han medlem af bestyrelsen for Øregaard Museum.
Peter Dyvig var kammerherre og kommandør af 1. grad af Dannebrog og var desuden dekoreret med flere udenlandske ordner, ligesom han modtog den amerikanske Peace and Commerce-medalje.
I sin nekrolog omtalte Jyllands-Posten Peter Dyvig som "efterkrigstidens store diplomat".